# ألين شيلتون
ألين شيلتون (بالإنجليزية: Allen Shelton)‏ هو عازف بانجو أمريكي، ولد في 2 يوليو 1936، وتوفي في 21 نوفمبر 2009 بسبب ابيضاض الدم.

## وصلات خارجية
- ألين شيلتون على موقع ميوزك برينز (الإنجليزية)
- ألين شيلتون على موقع ديسكوغز (الإنجليزية)